# Mă numesc Roșu
Mă numesc Roșu (în turcă Benim Adım Kırmızı) este un roman scris de Orhan Pamuk, laureat al premiului Nobel pentru literatură în 2006. Romanul a apărut în limba română în 2006, la Editura Curtea Veche , fiind reeditat de mai multe ori.

## Rezumat
Personajele principale ale romanului sunt miniaturiști din Imperiul Otoman. Fiecare capitol are câte un narator diferit care se adresează cititorului, descriind evenimentele văzute prin propriii ochi. Orhan Pamuk se adresează cititorului prin intermediul unor voci cel puțin ciudate precum un cadavru, o monedă, picturi reprezentând copaci, moartea, diavolul și chiar prin intermediul culorii roșii. Acțiunea se petrece în timpul a nouă zile geroase de iarnă în Istanbulul anului 1591, pe timpul sultanului Murad al III-lea. La începutul cărții aflăm de uciderea lui Delicat Efendi, unul dintre miniaturiștii ce lucrau la o carte secretă comandată de sultan. Pe lângă aflarea ucigașului, romanul urmărește povestea de dragoste dintre Negru și Şeküre, dar și drama artiștilor otomani care sunt puși să aleagă între tradiționalismul picturii acelor meleaguri și pictura modernă a maeștrilor din Occident.

## Personaje
- Delicat Efendi, miniaturistul ucis care vorbește din viața de apoi în primul capitol al romanului.
- Negru, miniaturist întors recent la Istanbul după 12 ani petrecuți în Persia; nepotul Unchiului.
- Unchiul, unchiul maternal al lui Negru, responsabil cu desăvârșirea unei cărți secrete pictată în stilul frâncilor; toți îl numesc Unchiul.
- Şeküre, frumoasa fată a Unchiului, de care Negru este îndragostit.
- Şevket, baiatul cel mare al lui Şeküre.
- Orhan, baiatul cel mic al lui Shekure.
- Hassan, fratele mic al bărbatului lui Shekure.
- Hayriye, roaba și concubina Unchiului.
- Maestrul Osman, șeful miniaturiștilor.
- Fluture, unul dintre cei trei miniaturiști suspectați de producerea crimei.
- Barză, unul dintre cei trei miniaturiști suspectați de producerea crimei.
- Măslină, unul dintre cei trei miniaturiști suspectați de producerea crimei.
- Ester, o vânzătoare ambulantă evreică, ce duce scrisori și se ocupă cu pețitul.
- Nusret Hoja, un lider musulman conservator ce se opune consumului de cafea, poveștilor și picturii.